# Émile Baligean
Émile Léon Baligean, né le 27 juillet 1891 à Arcueil-Cachan, et mort le 15 août 1964 à Commentry (Allier), est un dirigeant syndical français.

## Biographie
(décembre 2016).
- 1913 : il est employé de commerce et se marie, à Gentilly, avec une couturière.
- 1921 : à présent salarié à l'usine à gaz d'Ivry, dans la Seine, il est secrétaire adjoint du syndicat du personnel de la Compagnie du gaz de Paris.
- 1922 : devenu secrétaire provisoire du syndicat CGTU, il organise un comité national du syndicat à la Bourse du travail de Paris. Cette même année, au congrès fondateur de la CGTU, à Saint-Étienne, il est élu suppléant à la Commission exécutive. En novembre, il est révoqué du Gaz de Paris à la suite de grèves à Paris et en province et devient membre du comité de rédaction de la Vie ouvrière.
- 1923 : il est remplacé à la direction du syndicat CGTU du Gaz de Paris.
- 1931 : il est comptable à la Lloyds.
- 1934 : à l'occasion d'une élection municipale partielle à Gentilly, dans la Seine, il est élu conseiller municipal.
- 1935 : en raison de son changement de domicile (il s'est remarié, à Maisons-Alfort, avec une couturière et réside désormais à Arcueil), il ne se représente pas aux élections.

## Source
- Dictionnaire biographique du mouvement ouvrier, Les Éditions de l'Atelier, 1997.